# Kokainmedve
A Kokainmedve (eredeti cím: Cocaine Bear) 2023-ban bemutatott amerikai thriller film, amelyet Elizabeth Banks rendezett. A főbb szerepekben Keri Russell, O’Shea Jackson Jr., Christian Convery, Alden Ehrenreich, Brooklynn Prince, Isiah Whitlock Jr., Margo Martindale, Ray Liotta látható. A cselekményt valós események ihlették.
Amerikában 2023. február 24-én, míg Magyarországon 2023. február 23-án mutatták be.

## Cselekmény
1985-ben Andrew C. Thornton II drogcsempész egy kokainszállítmányt dob le a repülőgépéről. Megpróbál ejtőernyővel leugrani a droggal teli zsákjával, de eszméletlenül nekicsapódik az ajtókeretnek, aminek következtében a halálba zuhan. Holtteste a Tennessee állambeli Knoxville-ben landol, ahol Bob, egy helyi nyomozó azonosítja. Arra a következtetésre jut, hogy a kokain valószínűleg a Saint Louis-i drogbárótól, Syd White-tól származik. Eközben a Chattahoochee-Oconee Nemzeti Erdőben egy amerikai fekete medve megeszi a kokain egy részét, majd rendkívül agresszívvá válik, és megtámad két kirándulót, Elzát és Olafot, az előbbit megölve.
Északkelet-Georgiában a középiskolás Dee Dee az édesanyjával, Sari ápolónővel él. Dee Dee a legjobb barátjával, Henryvel lóg az iskolából, hogy megfesthessen egy képet a vízesésről az erdőben. A vízeséshez vezető ösvényen a páros talál egy elveszett kokain adagot, és lenyelnek belőle egy keveset, mielőtt megtámadja őket a medve. Sari az erdőbe merészkedik, hogy Liz parkőrrel és Peterrel, egy vadvédelmi aktivistával együtt megkeresse a gyerekeket. Ők hárman megtalálják Henry-t egy fába kapaszkodva, a medve elől rejtőzködve. A medve megtámadja őket, és Peter keresztülbotlik egy kupac kokainon, és közben Lizt is megsebesíti. A kokainnal bevont Peter vonzza a medvét, és Henryről tudomást sem véve megöli őt. Sari és Henry mélyebbre menekül az erdőbe, Liz pedig segítséget kér.
St. Louisban Syd elküldi Daveed-et, hogy szerezze vissza a maradék kokaint. Daveed Georgiába utazik Eddie-vel, Syd fiával, aki a felesége halála után depresszióba esett, és elhagyta saját fiát. Megérkeznek Georgiába, ahogy Bob is. Az erdei állomáson Daveed összetűzésbe keveredik a Duchamps bandával, három bűnözővel, akik az erdőben okoznak gondot. Az egyik tag, Bajuszos elviszi Daveedet és Eddie-t, hogy visszaszerezzenek egy kis kokaint, amit egy pavilonban rejtett el. Liz a medve üldözésével érkezik vissza az állomásra. Liz véletlenül megöli Lófarkast, az egyik Duchampot, mielőtt a medve lemészárolja Mellényest. Beth és Tom megérkeznek, és a medvével folytatott rövid csetepaté után összeszedik Lizt. Lizzel egy mentőautóban távoznak, de a medve üldözőbe veszi őket, és beugrik a járműbe. Az ezt követő káoszban Tomot megöli a medve, Liz pedig kiesik a mentőautóból, és az útra esik. Beth elveszti uralmát a mentőautó felett, és egy fának ütközik, amitől a szélvédőn keresztül a halálba repül.
Sari és Henry felfedezik, hogy Dee Dee festéknyomot hagyott nekik, amivel a nyomára bukkannak. Daveedet és Eddie-t a pavilonba viszik, de ott találják Bobot az elrejtett kokainszatyorral. Megjelenik a medve, de Bob elvonja a figyelmét a zacskó kokainnal. Bobot hirtelen halálos lövés éri Sydtől, aki elárulja, hogy a felettesei nyomást gyakorolnak rá, hogy szerezze vissza a kokaint.
Sari és Henry megtalálják a gyászoló Olafot, aki elvezeti őket Dee Dee rejtekhelyére: a medve barlangjába, ahol két bocs van. Olaf elmegy, majd a medve megöli. Syd, Eddie és Daveed megtalálják a barlangot, amely a vízesés mögötti párkányra vezet. A medve visszatér a barlangba. Sari, Henry és Dee Dee a lenti vízbe ugrik, hogy biztonságba legyenek, őket követi Eddie és Daveed – akik úgy döntöttek, hogy otthagyják a drogbizniszt – és mindannyian túlélik. Syd azonban nem hajlandó otthagyni a barlangban talált kokainos zacskót. Megsebesíti a medvét, de nem sikerül megölnie, majd a medve és bocsai kibelezik.
Később Bajuszos stoppal New Yorkba utazik egy zsák kokainnal, míg Eddie Daveed kíséretében újra találkozik a fiával.

## Szereplők
| Szerep          | Színész              | Magyar hang        |
| --------------- | -------------------- | ------------------ |
| Sari            | Keri Russell         | Tompos Kátya       |
| Eddie           | Alden Ehrenreich     | Fehér Tibor        |
| Daveed          | O’Shea Jackson Jr.   | Lukács Dániel      |
| Syd             | Ray Liotta           | Forgács Péter      |
| Bob             | Isiah Whitlock Jr.   | Schneider Zoltán   |
| Dee Dee         | Brooklynn Prince     | Bak Julianna       |
| Henry           | Christian Convery    | Vida Bálint        |
| Liz parkőr      | Margo Martindale     | Molnár Piroska     |
| Peter           | Jesse Tyler Ferguson | Friedenthál Zoltán |
| Olaf            | Kristofer Hivju      | Makranczi Zalán    |
| Elsa            | Hannah Hoekstra      | Mikecz Estilla     |
| Reba            | Ayoola Smart         | Dunai Csenge       |
| Bajuszos        | Aaron Holliday       | Dér Zsolt          |
| Mellényes       | J.B. Moore           | Mészáros Martin    |
| Lófarkas        | Leo Hanna            | Vilmányi Benett    |
| Beth            | Kahyun Kim           | Szilágyi Csenge    |
| Tom             | Scott Seiss          | Ágoston Péter      |
| Andrew Thornton | Matthew Rhys         | Welker Gábor       |

### Magyar változat
- Felolvasó: Galambos Péter
- Magyar szöveg: Speier Dávid
- Hangmérnök: Schriffert László
- Vágó: Sári-Szemerédi Gabriella
- Gyártásvezető: Hódos Edina
- Szinkronrendező: Nikas Dániel
- Produkciós vezető: Hagen Péter

A szinkront a Mafilm Audio Kft. készítette.

## A film készítése
2019 decemberében bejelentették, hogy Phil Lord és Christopher Miller egy cím nélküli horror-vígjáték projekt producerei lesznek, amelyet igaz történet ihletett, és amely Jimmy Warden forgatókönyve alapján készül. A producerek megkeresték a Radio Silence kollektíváját, Matt Bettinelli-Olpint és Tyler Gillettet a rendezéssel, de mindketten visszaléptek a filmtől, és inkább a Sikoly ötödik részét készítették el. 2021. március 9-én a Universal Pictures bejelentette, hogy a film fejlesztés alatt áll. Azt is megerősítették, hogy a filmet Elizabeth Banks rendezi majd. 2021 júliusa és augusztusa között derült fény a szereplőgárdára.
A forgatásra az írországi Wicklow megyében került sor 2021. augusztus 20. és október 17. között.
A Kokainmedve volt a 2022. május 26-án elhunyt Ray Liotta utolsó filmje.

## A filmet ihlető valós események
A filmbéli események alapjául egy 1985-ben megtörtént eset szolgált, melynek során Andrew C. Thornton drogdíler és társa Kolumbiából csempészett kokaint próbált az Egyesült Államokba juttatni egy repülőgép fedélzetén. A szállítmány azonban túl nehéznek bizonyult, így a csempészek kidobálták a drogot az erdő felett, hogy majd később magukhoz vegyék. Thornton 15 millió dollár értékű kokaint tartalmazó táskával ugrott ki a gépből, azonban nem sikerült kinyitnia az ejtőernyőjét, így a teljes sebességgel a földbe csapódott és szörnyethalt. Thornton halála után három hónappal egy georgiai vadász egy halott feketemedve tetemére bukkant, a díler droggal teli táskájának maradványaival körülvéve. A medve kokain-túladagolás következtében pusztult el: noha halálakor csupán 3-4 gramm kábítószer lehetett a vérében, a vizsgáltok tanúsága szerint az állat degeszre tömte magát az anyaggal. Mint ahogyan azonban azt a nyomozás során megállapították, az erdőben szétszórt drog jelentős részét nem a medve, hanem emberek tulajdonították el. A film történetével ellentétben a valóságban az állatnak esélye sem volt túlélni a mérgezést, illetve az sem bizonyított, hogy a szer hasonló hatást fejtett volna ki nála, mint emberek esetében: a filmben bemutatott ámokfutás kizárólag a képzelet szüleménye. A "Kokainmedve" kitömött teste ma Kentucky állambéli Lexington városában látható, bár vannak, akik megkérdőjelezik a kiállított maradványok eredetiségét.